# Selección de fútbol de Malasia
La selección de fútbol de Malasia (en malayo: Pasukan bola sepak kebangsaan Malaysia) es el equipo nacional de ese país, y está coordinado por la Asociación de Fútbol de Malasia, perteneciente a la FIFA y a la AFC. Nunca ha disputado una Copa Mundial de Fútbol, aunque se clasificó para disputar los Juegos Olímpicos de Moscú. Sin embargo, decidió no participar después de unirse al boicot occidental encabezado por los Estados Unidos debido a la invasión soviética de Afganistán.
Antes de eso, Malasia participó en los Juegos Olímpicos de Múnich. Después de perder contra Alemania Occidental y Marruecos, ganó a Estados Unidos por 3-0. La mejor época del fútbol malayo fue en los años 1970 y comienzos de los 1980.
Hoy en día gracias a la organización del Mundial Sub-20 de 1997 que dio un gran impulso al fútbol en este país sumado a la incorporación de jugadores sudamericanos han permitido la clasificación a la Copa Asiática.

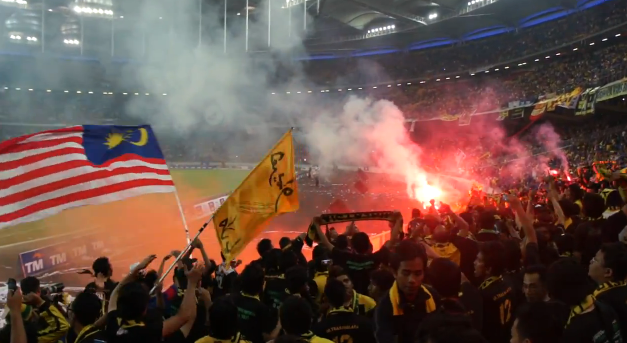
Aficionados malayos

## Estadísticas

### Copa Mundial de Fútbol
| Copa Mundial de Fútbol | Copa Mundial de Fútbol  | Copa Mundial de Fútbol  | Copa Mundial de Fútbol  | Copa Mundial de Fútbol  | Copa Mundial de Fútbol  | Copa Mundial de Fútbol  | Copa Mundial de Fútbol  |
| Año                    | Ronda                   | J                       | G                       | E                       | P                       | GF                      | GC                      |
| ---------------------- | ----------------------- | ----------------------- | ----------------------- | ----------------------- | ----------------------- | ----------------------- | ----------------------- |
| 1930 - 1938            | No existía la selección | No existía la selección | No existía la selección | No existía la selección | No existía la selección | No existía la selección | No existía la selección |
| Como Federación Malaya |                         |                         |                         |                         |                         |                         |                         |
| 1950                   | No participó            | No participó            | No participó            | No participó            | No participó            | No participó            | No participó            |
| 1954                   | No participó            | No participó            | No participó            | No participó            | No participó            | No participó            | No participó            |
| 1958                   | No participó            | No participó            | No participó            | No participó            | No participó            | No participó            | No participó            |
| 1962                   | No participó            | No participó            | No participó            | No participó            | No participó            | No participó            | No participó            |
| Como Malasia           |                         |                         |                         |                         |                         |                         |                         |
| 1966                   | No participó            | No participó            | No participó            | No participó            | No participó            | No participó            | No participó            |
| 1970                   | No participó            | No participó            | No participó            | No participó            | No participó            | No participó            | No participó            |
| 1974                   | No clasificó            | No clasificó            | No clasificó            | No clasificó            | No clasificó            | No clasificó            | No clasificó            |
| 1978                   | No clasificó            | No clasificó            | No clasificó            | No clasificó            | No clasificó            | No clasificó            | No clasificó            |
| 1982                   | No clasificó            | No clasificó            | No clasificó            | No clasificó            | No clasificó            | No clasificó            | No clasificó            |
| 1986                   | No clasificó            | No clasificó            | No clasificó            | No clasificó            | No clasificó            | No clasificó            | No clasificó            |
| 1990                   | No clasificó            | No clasificó            | No clasificó            | No clasificó            | No clasificó            | No clasificó            | No clasificó            |
| 1994                   | No clasificó            | No clasificó            | No clasificó            | No clasificó            | No clasificó            | No clasificó            | No clasificó            |
| 1998                   | No clasificó            | No clasificó            | No clasificó            | No clasificó            | No clasificó            | No clasificó            | No clasificó            |
| 2002                   | No clasificó            | No clasificó            | No clasificó            | No clasificó            | No clasificó            | No clasificó            | No clasificó            |
| 2006                   | No clasificó            | No clasificó            | No clasificó            | No clasificó            | No clasificó            | No clasificó            | No clasificó            |
| 2010                   | No clasificó            | No clasificó            | No clasificó            | No clasificó            | No clasificó            | No clasificó            | No clasificó            |
| 2014                   | No clasificó            | No clasificó            | No clasificó            | No clasificó            | No clasificó            | No clasificó            | No clasificó            |
| 2018                   | No clasificó            | No clasificó            | No clasificó            | No clasificó            | No clasificó            | No clasificó            | No clasificó            |
| 2022                   | No clasificó            | No clasificó            | No clasificó            | No clasificó            | No clasificó            | No clasificó            | No clasificó            |
| 2026                   | No clasificó            | No clasificó            | No clasificó            | No clasificó            | No clasificó            | No clasificó            | No clasificó            |
| 2030                   | Por disputarse          | Por disputarse          | Por disputarse          | Por disputarse          | Por disputarse          | Por disputarse          | Por disputarse          |
| 2034                   | Por disputarse          | Por disputarse          | Por disputarse          | Por disputarse          | Por disputarse          | Por disputarse          | Por disputarse          |
| Total                  | 0/23                    | -                       | -                       | -                       | -                       | -                       | -                       |

### Copa Asiática
| Copa Asiática          | Copa Asiática          | Copa Asiática          | Copa Asiática          | Copa Asiática          | Copa Asiática          | Copa Asiática          | Copa Asiática          |
| Año                    | Ronda                  | J                      | G                      | E                      | P                      | GF                     | GC                     |
| Como Federación Malaya | Como Federación Malaya | Como Federación Malaya | Como Federación Malaya | Como Federación Malaya | Como Federación Malaya | Como Federación Malaya | Como Federación Malaya |
| ---------------------- | ---------------------- | ---------------------- | ---------------------- | ---------------------- | ---------------------- | ---------------------- | ---------------------- |
| 1956                   | No clasificó           | No clasificó           | No clasificó           | No clasificó           | No clasificó           | No clasificó           | No clasificó           |
| 1960                   | No clasificó           | No clasificó           | No clasificó           | No clasificó           | No clasificó           | No clasificó           | No clasificó           |
| Como Malasia           |                        |                        |                        |                        |                        |                        |                        |
| 1964                   | No clasificó           | No clasificó           | No clasificó           | No clasificó           | No clasificó           | No clasificó           | No clasificó           |
| 1968                   | No clasificó           | No clasificó           | No clasificó           | No clasificó           | No clasificó           | No clasificó           | No clasificó           |
| 1972                   | No clasificó           | No clasificó           | No clasificó           | No clasificó           | No clasificó           | No clasificó           | No clasificó           |
| 1976                   | Fase de grupos         | 2                      | 0                      | 1                      | 1                      | 1                      | 3                      |
| 1980                   | Fase de grupos         | 4                      | 1                      | 2                      | 1                      | 5                      | 5                      |
| 1984                   | No clasificó           | No clasificó           | No clasificó           | No clasificó           | No clasificó           | No clasificó           | No clasificó           |
| 1988                   | No clasificó           | No clasificó           | No clasificó           | No clasificó           | No clasificó           | No clasificó           | No clasificó           |
| 1992                   | No clasificó           | No clasificó           | No clasificó           | No clasificó           | No clasificó           | No clasificó           | No clasificó           |
| 1996                   | No clasificó           | No clasificó           | No clasificó           | No clasificó           | No clasificó           | No clasificó           | No clasificó           |
| 2000                   | No clasificó           | No clasificó           | No clasificó           | No clasificó           | No clasificó           | No clasificó           | No clasificó           |
| 2004                   | No clasificó           | No clasificó           | No clasificó           | No clasificó           | No clasificó           | No clasificó           | No clasificó           |
| 2007                   | Fase de grupos         | 3                      | 0                      | 0                      | 3                      | 1                      | 12                     |
| 2011                   | No clasificó           | No clasificó           | No clasificó           | No clasificó           | No clasificó           | No clasificó           | No clasificó           |
| 2015                   | No clasificó           | No clasificó           | No clasificó           | No clasificó           | No clasificó           | No clasificó           | No clasificó           |
| 2019                   | No clasificó           | No clasificó           | No clasificó           | No clasificó           | No clasificó           | No clasificó           | No clasificó           |
| 2023                   | Fase de grupos         | 3                      | 0                      | 1                      | 2                      | 3                      | 8                      |
| 2027                   | Por definir            | Por definir            | Por definir            | Por definir            | Por definir            | Por definir            | Por definir            |
| Total                  | 4/18                   | 12                     | 1                      | 4                      | 7                      | 10                     | 28                     |

## Torneos regionales

### Campeonato de Fútbol de la ASEAN
| Campeonato de Fútbol de la ASEAN | Campeonato de Fútbol de la ASEAN | Campeonato de Fútbol de la ASEAN | Campeonato de Fútbol de la ASEAN | Campeonato de Fútbol de la ASEAN | Campeonato de Fútbol de la ASEAN | Campeonato de Fútbol de la ASEAN | Campeonato de Fútbol de la ASEAN |
| Año                              | Ronda                            | J                                | G                                | E                                | P                                | GF                               | GC                               |
| -------------------------------- | -------------------------------- | -------------------------------- | -------------------------------- | -------------------------------- | -------------------------------- | -------------------------------- | -------------------------------- |
| 1996                             | Subcampeón                       | 6                                | 3                                | 2                                | 1                                | 18                               | 4                                |
| 1998                             | Fase de grupos                   | 3                                | 0                                | 1                                | 2                                | 0                                | 3                                |
| 2000                             | Tercer lugar                     | 6                                | 4                                | 1                                | 1                                | 12                               | 4                                |
| 2002                             | Cuarto lugar                     | 5                                | 2                                | 1                                | 2                                | 9                                | 5                                |
| 2004                             | Tercer lugar                     | 7                                | 5                                | 0                                | 2                                | 14                               | 9                                |
| 2007                             | Cuarto lugar                     | 5                                | 1                                | 3                                | 1                                | 6                                | 3                                |
| 2008                             | Fase de grupos                   | 3                                | 1                                | 0                                | 2                                | 5                                | 6                                |
| 2010                             | Campeón                          | 7                                | 3                                | 2                                | 2                                | 12                               | 8                                |
| 2012                             | Cuarto lugar                     | 5                                | 2                                | 1                                | 2                                | 7                                | 7                                |
| 2014                             | Subcampeón                       | 7                                | 3                                | 1                                | 3                                | 13                               | 12                               |
| 2016                             | Fase de grupos                   | 3                                | 1                                | 0                                | 2                                | 3                                | 4                                |
| 2018                             | Subcampeón                       | 8                                | 3                                | 3                                | 2                                | 11                               | 8                                |
| 2020                             | Fase de grupos                   | 4                                | 2                                | 0                                | 2                                | 8                                | 8                                |
| 2022                             | Semifinales                      | 6                                | 4                                | 0                                | 2                                | 11                               | 7                                |
| 2024                             | Fase de grupos                   | 4                                | 1                                | 2                                | 1                                | 5                                | 5                                |
| Total                            | 15/15                            | 79                               | 35                               | 17                               | 27                               | 134                              | 93                               |

## Resultados
Actualizado al último partido jugado el 29 de mayo de 2025
| Fecha      | Ciudad       | Local   | Resultado | Visitante  | Competición                      |
| ---------- | ------------ | ------- | --------- | ---------- | -------------------------------- |
| 03-06-2025 | Kuala Lumpur | Malasia | 0:3       | Cabo Verde | Partido amistoso                 |
| 10-06-2025 | Kuala Lumpur | Malasia | 4:0       | Vietnam    | Clasificación Copa Asiática 2027 |
| 08-09-2025 | Kuala Lumpur | Malasia | -:-       | Palestina  | Partido amistoso                 |
| 09-10-2025 | Vientián     | Laos    | -:-       | Malasia    | Clasificación Copa Asiática 2027 |
| 14-10-2025 | Kuala Lumpur | Malasia | -:-       | Laos       | Clasificación Copa Asiática 2027 |
| 18-11-2025 | Katmandú     | Nepal   | -:-       | Malasia    | Clasificación Copa Asiática 2027 |

## Palmarés
- Campeonato de fútbol de la ASEAN

-  Campeón (1): 2010.

- Juegos de la ASEAN

-  Campeón (4): 1961, 1977, 1979 y 1989.

- Pestabola Merdeka

-  Campeón (10): 1958, 1959, 19601, 1968, 1973, 1974, 1976, 19791, 1986 y 1993.

- King's Cup

-  Campeón (4): 1972, 19761, 19771 y 1978.

- Bangabandhu Cup

-  Campeón (2): 1996-97 y 2015.

- Copa Independencia de Vietnam del Sur[2]

-  Campeón (1): 1971.

- Torneo Aniversario de Yakarta

-  Campeón (1): 1970.

1 Título compartido.

## Uniformes Anteriores
| Local 1995–1997 | Visita 1995–1997 | Local 2001 | Local 2002 | Visita 2001–2002 |
| Local 2004–2005 | Visita 2004–2005 |            |            |                  |

| Local 2008–2009  | Visita 2008–2009 | Local 2010–2011  | Visita 2010–2011 | Local 2012–2014 |
| Visita 2012–2014 | Local 2014–2016  | Visita 2014–2016 | Local 2018       | Visita 2018     |
| Local 2020       | Visita 2020      |                  |                  |                 |

## Récord Ante Países de Oposición
Estos son los partidos que ha tenido Malasia ante otras selecciones clase A miembros de la FIFA.
Actualizado al 25 de marzo de 2025.
| Rival                  | J   | G   | E1  | P   | GF   | GC   | GD   |
| ---------------------- | --- | --- | --- | --- | ---- | ---- | ---- |
| Afganistán             | 3   | 2   | 1   | 0   | 9    | 2    | +7   |
| Alemania               | 1   | 0   | 0   | 1   | 0    | 3    | −3   |
| Arabia Saudita         | 10  | 1   | 2   | 7   | 8    | 21   | −13  |
| Australia              | 7   | 1   | 0   | 6   | 1    | 19   | −18  |
| Baréin                 | 12  | 2   | 3   | 7   | 15   | 25   | −10  |
| Bangladés              | 10  | 7   | 2   | 1   | 14   | 4    | +10  |
| Bután                  | 1   | 1   | 0   | 0   | 7    | 0    | +7   |
| Bosnia y Herzegovina   | 3   | 0   | 1   | 2   | 2    | 5    | −3   |
| Brasil                 | 1   | 0   | 0   | 1   | 0    | 4    | −4   |
| Brunéi                 | 11  | 11  | 0   | 0   | 48   | 3    | +45  |
| Camboya                | 29  | 21  | 4   | 4   | 86   | 29   | +57  |
| Canadá                 | 1   | 0   | 0   | 1   | 0    | 5    | −5   |
| Catar                  | 6   | 0   | 3   | 3   | 3    | 11   | −8   |
| China                  | 12  | 0   | 3   | 9   | 4    | 33   | −29  |
| China Taipéi           | 13  | 8   | 2   | 3   | 26   | 13   | +13  |
| Corea del Norte        | 8   | 1   | 3   | 4   | 5    | 14   | −9   |
| Corea del Sur          | 55  | 9   | 12  | 34  | 50   | 101  | −51  |
| Emiratos Árabes Unidos | 10  | 2   | 0   | 8   | 6    | 28   | −22  |
| Estados Unidos         | 1   | 1   | 0   | 0   | 3    | 0    | +3   |
| Filipinas              | 16  | 12  | 3   | 1   | 61   | 4    | +57  |
| Finlandia              | 1   | 1   | 0   | 0   | 2    | 1    | +1   |
| Fiyi                   | 5   | 2   | 1   | 2   | 5    | 8    | −3   |
| Hong Kong              | 23  | 11  | 6   | 6   | 35   | 24   | +11  |
| India                  | 24  | 11  | 7   | 6   | 50   | 30   | +20  |
| Indonesia              | 76  | 26  | 18  | 32  | 108  | 122  | –14  |
| Inglaterra             | 1   | 0   | 0   | 1   | 2    | 4    | −2   |
| Irán                   | 5   | 0   | 0   | 5   | 0    | 11   | −11  |
| Irak                   | 8   | 0   | 3   | 5   | 3    | 14   | −11  |
| Islas Salomón          | 1   | 1   | 0   | 0   | 4    | 1    | +3   |
| Israel                 | 2   | 0   | 0   | 2   | 3    | 11   | −8   |
| Jamaica                | 1   | 0   | 0   | 1   | 0    | 2    | −2   |
| Japón                  | 26  | 10  | 7   | 9   | 43   | 40   | +3   |
| Jordania               | 6   | 0   | 2   | 4   | 0    | 10   | −10  |
| Kenia                  | 1   | 0   | 1   | 0   | 0    | 0    | 0    |
| Kirguistán             | 3   | 1   | 1   | 1   | 5    | 5    | 0    |
| Kuwait                 | 12  | 2   | 2   | 8   | 8    | 29   | −21  |
| Laos                   | 15  | 12  | 2   | 1   | 51   | 7    | +44  |
| Lesoto                 | 2   | 2   | 0   | 0   | 9    | 0    | +9   |
| Líbano                 | 3   | 1   | 0   | 2   | 3    | 4    | –1   |
| Liberia                | 1   | 1   | 0   | 0   | 3    | 1    | +2   |
| Libia                  | 3   | 0   | 2   | 1   | 2    | 2    | 0    |
| Liechtenstein          | 1   | 0   | 0   | 1   | 0    | 1    | −1   |
| Macao                  | 3   | 2   | 1   | 0   | 14   | 0    | +14  |
| Maldivas               | 4   | 4   | 0   | 0   | 11   | 1    | +10  |
| Mongolia               | 1   | 0   | 1   | 0   | 2    | 2    | 0    |
| Marruecos              | 3   | 1   | 0   | 2   | 3    | 8    | −5   |
| Birmania               | 51  | 24  | 8   | 19  | 89   | 67   | +22  |
| Nepal                  | 9   | 8   | 1   | 0   | 30   | 1    | +29  |
| Nueva Caledonia        | 1   | 1   | 0   | 0   | 2    | 1    | +1   |
| Nueva Zelanda          | 14  | 2   | 2   | 10  | 9    | 35   | −26  |
| Omán                   | 7   | 1   | 0   | 6   | 2    | 10   | −8   |
| Pakistán               | 4   | 3   | 0   | 1   | 15   | 4    | +11  |
| Palestina              | 4   | 1   | 0   | 3   | 4    | 16   | −12  |
| Papúa Nueva Guinea     | 5   | 4   | 0   | 1   | 27   | 5    | +22  |
| Senegal                | 1   | 1   | 0   | 0   | 1    | 0    | +1   |
| Singapur               | 51  | 20  | 17  | 14  | 79   | 56   | +23  |
| Sri Lanka              | 9   | 8   | 0   | 1   | 33   | 7    | +26  |
| Suecia                 | 1   | 0   | 0   | 1   | 1    | 3    | −2   |
| Siria                  | 6   | 2   | 2   | 2   | 14   | 12   | +2   |
| Tayikistán             | 3   | 1   | 1   | 1   | 3    | 5    | −2   |
| Tailandia              | 116 | 43  | 36  | 37  | 163  | 155  | +8   |
| Timor Oriental         | 7   | 6   | 1   | 0   | 25   | 5    | +20  |
| Turquía                | 1   | 0   | 0   | 1   | 0    | 3    | −3   |
| Turkmenistán           | 2   | 1   | 0   | 1   | 3    | 3    | 0    |
| Uruguay                | 1   | 0   | 0   | 1   | 0    | 6    | −6   |
| Uzbekistán             | 7   | 0   | 0   | 7   | 3    | 26   | −23  |
| Vietnam                | 34  | 12  | 3   | 19  | 47   | 51   | −4   |
| Yemen                  | 3   | 2   | 0   | 1   | 4    | 3    | +1   |
| Total                  | 778 | 307 | 164 | 307 | 1268 | 1136 | +132 |

1- Los empates también incluyen partidos que se definieron en tiempo extra y en tiros desde el punto penal.

## Estadio
- Estadio Nacional Bukit Jalil
- Estadio KLFA
- Estadio MBPJ
- Estadio Shah Alam

## Lista de entrenadores
- Edwin Dutton
- C. De Silva
- Peter Velappan
- Neoh Boon Hean (1957)[10]
- Choo Seng Quee (1958-1965)[11][12][13][14]
- Otto Westphal (1965-1966)[15][16]
- Abdul Ghani Minhat (1969)
- Harold Hassall (1969-1970)
- Dave McLaren (1970–1971)
- Jalil Che Din (1972)
- Tam Sitwa (1973)
- M. Kuppan (1973–1977)
- Jalil Che Din (1974)
- Chow Kwai Lam (1978)
- Karl-Heinz Weigang (1979–1982)
- M. Chandran (1982–1983)
- Frank Lord (1983–1985)
- Dettmar Cramer (1985)
- Mohamad Bakar (1985–1986)
- Jozef Vengloš (1986–1987)
- Abdul Rahman Ibrahim (1987)
- Richard Bate (1988)
- M. Chandran (1988)
- Trevor Hartley (1989)
- Ahmad Shafie (1990)
- Rahim Abdullah (1991)
- Ken Worden (1992–1993)
- Claude Le Roy (1994–1995)
- Hatem Souisi (1995)
- Wan Jamak Wan Hassan (1996–1997)
- Hatem Souisi (1998)
- Abdul Rahman Ibrahim (1998–2000)
- Allan Harris (2001–2004)
- Datuk K. Rajagopal (2004)
- Bertalan Bicskei (2004–2005)[17][18]
- Norizan Bakar (2005–2007)
- B. Sathianathan (2007–2008)
- Rajagopal Krishnasamy (2009–2013)
- Ong Kim Swee (2013-2014)
- Dollah Salleh (2014-2015)
- Ong Kim Swee (2015-2017)
- Nelo Vingada (2017)[19][20]
- Tan Cheng Toe (2017-2022)[21]
- Kim Pan-gon (2022-2024)
- Pau Martí (2024)
- Peter Cklamovski (2024-)

## Jugadores

### Última convocatoria
| No. | Pos. | Jugador             | Fecha de nacimiento (edad)         | Apa. | Goles | Club               |
| --- | ---- | ------------------- | ---------------------------------- | ---- | ----- | ------------------ |
| 1   | POR  | Kalamullah Al-Hafiz | 30 de julio de 1995 (29 años)      | 2    | 0     | Selangor           |
| 16  | POR  | Syihan Hazmi        | 22 de febrero de 1996 (29 años)    | 29   | 0     | Johor Darul Ta'zim |
| 23  | POR  | Haziq Nadzli        | 6 de enero de 1998 (27 años)       | 4    | 0     | Perak              |
|     |      |                     |                                    |      |       |                    |
| 2   | DEF  | Matthew Davies      | 7 de febrero de 1995 (30 años)     | 56   | 0     | Johor Darul Ta'zim |
| 3   | DEF  | Shahrul Saad        | 8 de julio de 1993 (32 años)       | 59   | 5     | Johor Darul Ta'zim |
| 4   | DEF  | Daniel Ting         | 1 de diciembre de 1992 (32 años)   | 15   | 1     | Sabah              |
| 5   | DEF  | Quentin Cheng       | 20 de noviembre de 1999 (25 años)  | 8    | 0     | Selangor           |
| 6   | DEF  | Harith Haiqal       | 22 de junio de 2002 (23 años)      | 7    | 1     | Selangor           |
| 21  | DEF  | Dion Cools          | 4 de junio de 1996 (29 años)       | 31   | 4     | Buriram United     |
| 22  | DEF  | La'Vere Corbin-Ong  | 22 de abril de 1991 (34 años)      | 41   | 5     | Johor Darul Ta'zim |
|     |      |                     |                                    |      |       |                    |
| 8   | MED  | Stuart Wilkin       | 12 de marzo de 1998 (27 años)      | 27   | 6     | Sabah              |
| 10  | MED  | Endrick             | 7 de marzo de 1995 (30 años)       | 21   | 0     | Ho Chi Minh City   |
| 13  | MED  | Hector Hevel        | 15 de mayo de 1996 (29 años)       | 1    | 1     | Portimonense       |
| 14  | MED  | Syamer Kutty Abba   | 1 de octubre de 1997 (27 años)     | 42   | 2     | Penang             |
| 15  | MED  | Nooa Laine          | 22 de noviembre de 2002 (22 años)  | 12   | 0     | Selangor           |
| 17  | MED  | Paulo Josué         | 13 de marzo de 1989 (36 años)      | 24   | 8     | Kuala Lumpur City  |
| 18  | MED  | Afiq Fazail         | 29 de septiembre de 1994 (30 años) | 7    | 0     | Johor Darul Ta'zim |
| 20  | MED  | Nazmi Faiz          | 16 de agosto de 1994 (30 años)     | 8    | 0     | Sabah              |
|     |      |                     |                                    |      |       |                    |
| 7   | DEL  | Faisal Halim        | 7 de enero de 1998 (27 años)       | 35   | 15    | Selangor           |
| 9   | DEL  | Romel Morales       | 23 de agosto de 1997 (27 años)     | 9    | 2     | Johor Darul Ta'zim |
| 11  | DEL  | Safawi Rasid        | 5 de marzo de 1997 (28 años)       | 67   | 22    | Terengganu         |
| 12  | DEL  | Arif Aiman          | 4 de mayo de 2002 (23 años)        | 33   | 7     | Johor Darul Ta'zim |
| 19  | DEL  | Rodrigo Holgado     | 28 de junio de 1995 (30 años)      | 1    | 1     | América de Cali    |